# هارد كور
تاران كور ديلون (من مواليد 29 يوليو 1979) المعروفة فنياً باسم هارد كور ، هي مغنية مغنية لمغني الراب والهيب هوب الهندية ؛ وكذلك مغنية وممثلة تشغيل في بوليوود.

## الروابط الخارجية
- هارد كور على موقع IMDb (الإنجليزية)
- هارد كور على موقع ميوزك برينز (الإنجليزية)
- هارد كور على موقع أول ميوزيك (الإنجليزية)
- هارد كور على موقع ديسكوغز (الإنجليزية)
- هارد كور على موقع قاعدة بيانات الفيلم (الإنجليزية)
- Hard Kaur All Songs Download At DJMobmix
- Hard-Kaur video interview
- More about Hard Kaur at Singh is King.co.uk
- Official MySpace Page
- Interview with Hard Kaur at Besharam.co.uk
- Fighting it out: Hard Kaur at Fried Eye